# Гоберник, Григорий Яковлевич
Григорий Яковлевич Гоберник (род.12 августа 1944, Харбин, Китай) — советский и российский композитор, театральный режиссёр-постановщик, член Союза композиторов РСФСР (1976) и России, Заслуженный деятель искусств РСФСР (1989). Народный артист Российской Федерации (2008).

## Биография
Родился 12 августа 1944 года в Харбине. В 1961 году переехал в Новосибирск. В 1965 году окончил Новосибирское музыкальное училище, в 1970 году — Новосибирскую консерваторию (класс А. Ф. Мурова).
Работал преподавателем в Новосибирском музыкальном училище.
С 1975 года периодически руководил музыкальной частью Театра юного зрителя в Новосибирске, в 1991—1999 (или 1992—1997) — художественный руководитель этого театра.
С 1989 года занимается постановками драматических и музыкальных спектаклей.
В 1998 году назначен заместителем художественного руководителя — заведующим по музыкальной части в Малый театр (Москва).

## Творчество
Композитор сочиняет музыку для драматических спектаклей, пишет кантаты, вокальные циклы, работает с мюзиклами, опереттами, ревю. Многие произведения Гоберника рассчитаны на детско-юношескую аудиторию.
Его сочинения «Большой кводлибет» (1980), созданный в жанре хорового театра, а также балет «Репете» (1988; постановка — В. А. Бударин, либретто — В. Калужский) стали важными событиями в творческой жизни Новосибирска.
Музыка композитора последней четверти XX века исполнялась как в России (Новосибирск, Москва, Санкт-Петербург и др.), так и за её пределами (Израиль, США и т. д.). Написал музыку ко многим спектаклям Малого театра.

## Некоторые произведения
- Коллаж-концерт для симфонического оркестра (1970);
- «С любовью не шутят» (оперетта, 1975);
- «Кот в сапогах» (опера,1977);
- «Дело по обвинению» (муз. комедия, 1977);
- «Сквозь время» (муз. комедия, 1977);
- «Интервенция» (оперетта, 1977);
- «Оперетта, здравствуй» (ревю, 1978);
- «Жемчужный ларчик» (опера, 1978);
- «А по утру они проснулись» (муз. комедия, 1979);
- «Необыкновенный день» (1981);
- «Мы» (1988);
- «Собор Парижской Богоматери» (опера; 1995)[1].

### Музыка к драматическим спектаклям
Композитор сочинил музыку для таких драматических спектаклей как «Ворон», «Сон в летнюю ночь», «Преступная мать», «Дядюшкин сон», «Без вины виноватые», «Вишневый сад», «Чайка», «Женитьба», «Стеклянный зверинец», «Прощальная гастроль князя К» и т. д.

## Награды и звания
- Заслуженный деятель искусств РСФСР (1989)[1],
- Народный артист Российской Федерации (17 марта 2008)[2].

Музыкальные работы, сочинённые композитором для спектаклей, неоднократно отмечались различными дипломами.